# Exodus - Il sogno di Ada
Exodus - Il sogno di Ada è una miniserie televisiva italiana del 2007, con la regia di Gianluigi Calderone. La sceneggiatura è tratta dal romanzo autobiografico di Ada Sereni I clandestini del mare. L'emigrazione ebraica in terra d'Israele dal 1945 al 1948 (Mursia, 1973).

## Distribuzione
La fiction è stata trasmessa in prima visione TV il 28 e il 29 gennaio 2007 in prima serata su Rai 1 nel formato originario di miniserie TV composta da 2 puntate. L'Auditel ha certificato 6.079.000 telespettatori e 24,96% di share (prima puntata) e 6.164.000 telespettatori e 23,39% di share (seconda puntata).
Il 27 gennaio 2009, Giorno della Memoria, la fiction è stata riproposta da Rai Uno nel formato ridotto di film per la televisione della durata di 119 minuti.